# Martin Kemp (attore)
Martin Kemp, all'anagrafe Martin John Kemp (Londra, 10 ottobre 1961), è un bassista, attore e regista britannico, bassista degli Spandau Ballet, gruppo musicale leader del cosiddetto movimento New romantic.

## Biografia
Martin è nato il 10 ottobre 1961 a Islington, quartiere nella parte nord di Londra. Dall'età di sei anni ha frequentato con il fratello Gary il Teatro per bambini di Anna Scher che si trova nel quartiere. Nel 1979 suo fratello maggiore, Gary, ha fondato la band Spandau Ballet e poco dopo a Martin è stato chiesto di essere il loro bassista. La band degli Spandau Ballet si sciolse dopo dieci anni esatti, e dopo la pubblicazione dell'ultimo album di studio, intitolato Heart Like a Sky, che non riuscì a ottenere lo stesso successo commerciale e di critica degli album precedenti.
Dopo lo scioglimento degli Spandau Ballet nel 1989, Martin si diede alla carriera di attore e nel 1990 girò il film The Krays - I corvi, dove interpreta il ruolo di Reggie Kray assieme al fratello Gary, che interpreta Ronnie Kray. Nel corso degli anni Martin comparirà in numerosi film e serie tv inglesi. Nel 2011 fa il suo debutto alla regia con la pellicola Stalker. Il 25 marzo 2009 gli Spandau Ballet, a 20 anni dal loro scioglimento, si riformano e il 19 ottobre esce il loro primo album dopo 20 anni intitolato Once More, dove gli Spandau Ballet ripropongono i loro più grandi successi rivisitati in chiave contemporanea con l'aggiunta di due nuove canzoni.

## Vita privata
Dal 1988 Martin è sposato con Shirlie Holliman (già corista degli Wham!) ed è padre di due figli, Harley Moon Kemp (nata nel 1989) e Roman Kemp (1993). Shirlie e Martin si conobbero grazie alla comune amicizia con George Michael.

## Discografia

### Discografia con gli Spandau Ballet

#### Album in studio
- 1981 - Journeys to Glory
- 1982 - Diamond
- 1983 - True
- 1984 - Parade
- 1986 - Through the Barricades
- 1989 - Heart Like a Sky
- 2009 - Once More

#### Album dal vivo
- 2005 - Live from the N.E.C.

## Filmografia

### Attore

#### Cinema
- The Krays - I corvi (The Krays) (1990)
- Waxwork 2 - Bentornati al museo delle cere (Waxwork II: Lost in Time) (1992)
- L'adorabile svampita (1992)
- Desire (1993)
- Aspen - Sci estremo (Aspen Extreme), regia di Patrick Hasburgh (1993)
- Fleshtone (1994)
- Boca (1994)
- Embrace of the Vampire (1995)
- Cyber Bandits (1995)
- Monk Dawson (1998)
- Sugar Town (1999)
- Back in Business (2007)
- The Rapture (2010)
- Jack Falls (2011)
- How to Stop Being a Loser (2011)
- Strippers vs. Werewolves (2012)
- The Best Years (2013)
- Age Of Kill (2015)

#### Televisione
- The Glittering Prizes - miniserie TV (1976)
- Growing Rich - serie TV (1992)
- Highlander (Highlander: The Series) – serie TV, episodio 1x20 (1993)
- Murder Between Friends - film TV (1994)
- Oltre i limiti (The Outer Limits) - serie TV, 1 episodio (1995)
- I racconti della cripta (Tales from the Crypt) - serie TV, 1 episodio (1996)
- Metropolitan Police - serie TV, 1 episodio (1998)
- Supply & Demand - miniserie TV, 6 episodi (1998)
- EastEnders - serie TV, 324 episodi (1998-2002)
- Daddy's Girl, regia di Bill Eagles - film TV (2002)
- Casino Casino - serie TV (2003)
- Serious and Organised - serie TV, 6 episodi (2003)
- Family - miniserie TV (2003)
- The Brides in the Bath - film TV (2003)
- Can't Buy Me Love - film TV (2004)
- Where the Heart Is - serie TV, 1 episodio (2004)
- Miss Marple (Agatha Christie's Marple) – serie TV, episodio 2x01 (2006)
- Love Lies Bleeding - film TV (2006)
- Heartbeat - serie TV, 1 episodio (2008)
- Waterloo Road - serie TV, 1 episodio (2010)
- Hustle - I signori della truffa (Hustle) - serie TV, 1 episodio (2012)
- Mcdonald & Dodds - serie TV, 1 episodio (2021)